# Кумбия
Кумбия е жанр в музиката и танците, типичен за народите и традициите в Колумбия. Това е танц и ритъм, който съдържа три културни елемента, главно коренни и негроидни африкански, а в по-малка степен, бели (испански). Продукт е на дълговечни и интензивни смесвания между тези култури, още по времето на конкистадорите и колонизаторите.
Изследователят Гилермо Абадия Моралес пише в своя „Компендиум на колумбийския фолклор“, том 3, номер 7, публикуван през 1962 г., че „той обяснява произхода си в самба-синтезата на музиката с меланхолична флейта, гайда или каня (инструмент от тръстика), т.е., толо или куиси, особеност на етническите групи кунаси и кокиси, респективно, и жизнерадостната и вихърна резонантност на африканския барабан. Етнографският съвет е запазил символичността на отделните документи, които кореспондират в танца кумбия на всеки пол“. Присъствието на тези елементи от културата може да се представят така:
- В инструментацията има барабани с негроидно африкански произход; мараките, гуачето и питос (канята и гайдата) са с коренен произход; същевременно песните и куплетите идват от испанската поезия, макар че са адаптирани късно.
- Присъстват ескалации на чувствата, като цяло флиртуващи, съблазнителни, и характерни за танците с африкански произход.
- В дрехите има категорични испански модели: дълги поли, дантели, мъниста, обици, и същите кърпи с флорални орнаменти и наситени гримове за жените; за мъжете – риза и бели панталони, кърпа за изчистване на потта в червен цвят, вързана за врата, и шапка (сомбреро).

След 40-те години на 20 век, комерсиалната или модерна кумбия прави експанзия в останалата част на Латинска Америка, след което се популяризира в целия континент, следвайки отделни комерсиални адаптации, като аржентинска кумбия, боливийска кумбия, чилийска кумбия, доминиканска кумбия, еквадорска кумбия, мексиканска кумбия, перуанска кумбия, салвадорска кумбия, уругвайска кумбия и венецуалска кумбия.